# Redemoinho de formigas

Um redemoinho de formigas.

Um redemoinho de formigas é um fenômeno observado no qual um grupo de formigas de correição é separado do grupo principal de forrageamento, perde a trilha de feromônio e começa a seguir a si mesmo, formando um círculo em rotação contínua, comumente conhecido como "espiral da morte" porque as formigas podem eventualmente morrer de exaustão. Foi reproduzido em laboratórios e produzido em simulações de colônias de formigas. O fenômeno é um efeito colateral da estrutura auto-organizada das colônias de formigas. Cada formiga segue a formiga à sua frente, que funciona até que um pequeno desvio comece a ocorrer, normalmente por um gatilho ambiental, e um redemoinho de formigas se forma. Um redemoinho de formigas foi descrito pela primeira vez em 1921 por William Beebe, que observou um redemoinho com 370m de circunferência. Cada formiga levava duas horas e meia para fazer uma volta completa. Fenômenos semelhantes foram observados em lagartas processionárias e peixes.

## Na cultura popular
- O fenômeno é a inspiração para a música "Lemon Demon", Spiral of Ants.[5]